# 马丁米格尔
马丁米格尔，是西班牙卡斯蒂利亚-莱昂塞戈维亚省的一个市镇。 总面积15平方公里，总人口201人（2001年），人口密度13人/平方公里。